# Русінув (Любуське воєводство)
Русінув (пол. Rusinów, нім. Rinnersdorf) — село в Польщі, у гміні Свебодзін Свебодзінського повіту Любуського воєводства.
Населення — 461 особа (2011).
У 1975-1998 роках село належало до Зеленогурського воєводства.

## Демографія
Демографічна структура станом на 31 березня 2011 року:
|          | Загалом | Допрацездатний вік | Працездатний вік | Постпрацездатний вік |
| -------- | ------- | ------------------ | ---------------- | -------------------- |
| Чоловіки | 258     | 53                 | 185              | 20                   |
| Жінки    | 203     | 49                 | 116              | 38                   |
| Разом    | 461     | 102                | 301              | 58                   |